# Kira Alin

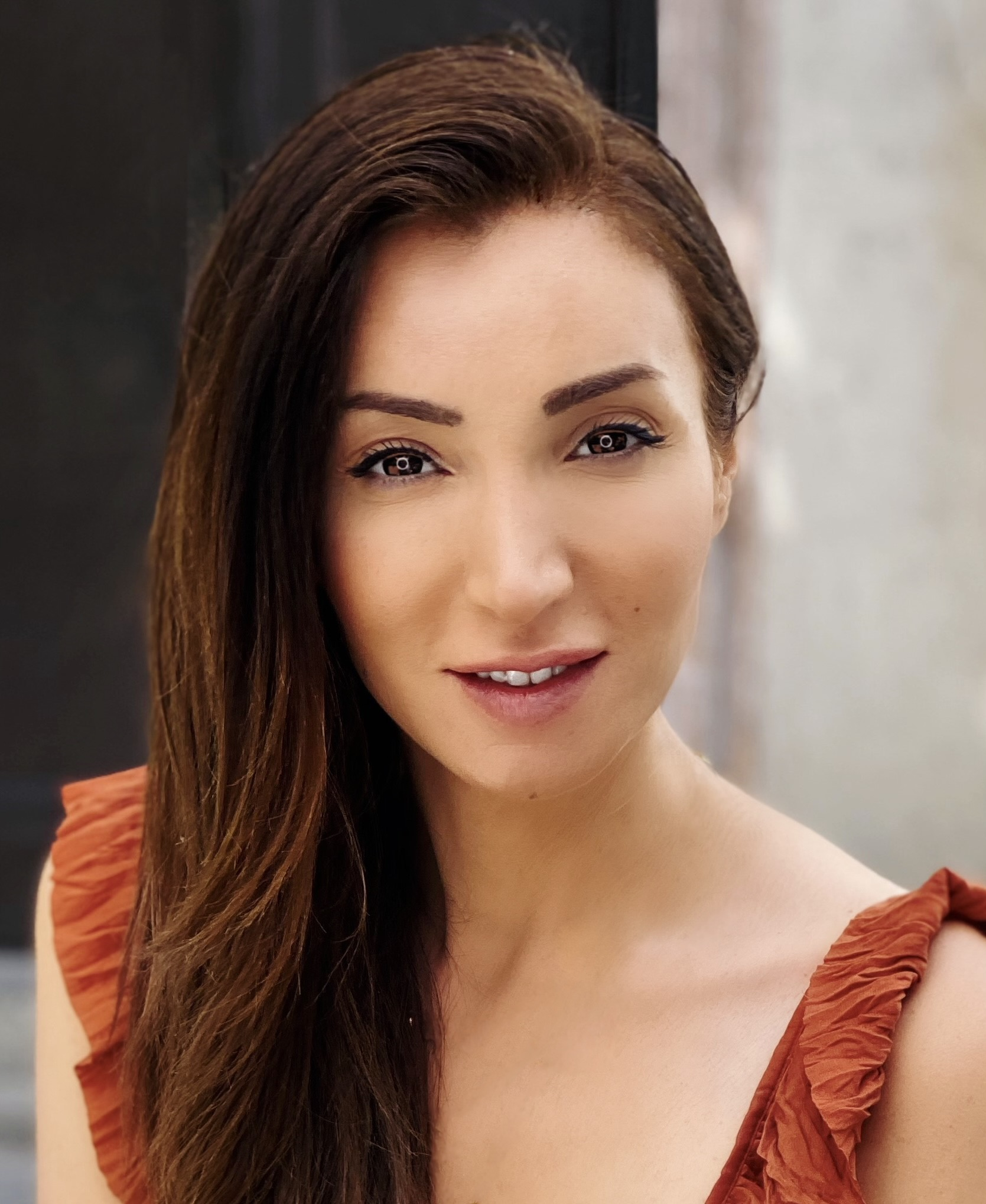
Kira Alin

Kira Alin (* 10. Januar 1981 in Emmerich am Rhein) ist eine deutsche Journalistin und Fernsehmoderatorin. Sie arbeitet beim Medienunternehmen ProSiebenSat1. Media SE in Unterföhring. Seit 2023 moderiert sie die Nachrichtensendung Newstime bzw. die Nachfolge-Nachrichtenmarke :newstime auf ProSieben. Alin ist die erste transgeschlechtliche Nachrichtenmoderatorin im deutschen Fernsehen.

## Leben und Karriere
Kira Alin kam als fünftes von acht Kindern von kurdischen Jesiden aus der Türkei im Körper eines Jungen zur Welt. Sie wuchs in Hannover auf und ließ mit 15 Jahren die Pubertät mit einem Hormonpräparat stoppen. Nach drei Jahren Östrogentherapie folgte die operative Geschlechtsangleichung. Nach dem Abitur studierte sie ab 2004 Kultur-, Medien- und Theaterwissenschaften an der Universität Hildesheim und schloss 2009 mit dem Diplom ab. Während ihres Studiums moderierte sie Brain Tab, ein Jugendmagazin des lokalen Fernsehsenders h1 in Hannover. Bei Radio 21 arbeitete sie zudem als Nachrichtensprecherin.
Ein Jahr nach Abschluss ihres Studiums begann Alin ein journalistisches Volontariat in München bei der ProSiebenSat.1 Media AG. Im Jahr 2011 moderierte sie das investigativ-Format taff-hilft! der taff-Redaktion. In der Redaktion arbeitete sie bis 2016 als Reporterin und Redakteurin.
Im Juli 2016 wechselte Alin zum Sender RTL nach Köln. Für das Magazin Extra berichtete sie als Reporterin unter anderem zu Themen im Bereich der Flüchtlings- und Clan-Kriminalität. In ihrer Zeit bei RTL arbeitet sie außerdem als investigative Reporterin.
Im Oktober 2019 wechselte sie erneut zum Sender Sat.1. Diesmal berichtete sie für das Magazin akte und konzentrierte sich dabei auf investigative und gesellschaftskritische Themengebiete. Aufmerksamkeit erreichte sie mit ihrer Arbeit für das Format SAT.1 investigativ: Inside Tönnies. In diesem deckte sie mit ihrem Team Missstände rund um die Schlachtfabrik Tönnies auf.
Im November 2021 wurde sie Chefreporterin der Sendung akte. Sie berichtete während des Ukraine-Krieges von der rumänisch-ukrainischen Grenze aus über die Geschichte der ukrainischen transidenten Sängerin Zi Faámelu, die einen männlichen Passeintrag hatte und deshalb das Land nicht verlassen durfte. Alin verhalf der Frau gemeinsam mit weiteren Menschen zur Flucht nach Deutschland.
Seit Februar 2023 moderiert sie im Wechsel die Nachrichtensendung Newstime bzw. Nachfolge-Nachrichtenmarke :newstime auf ProSieben. Als Journalistin mit Transidentität setzt sie sich für die Rechte transidenter Menschen ein.